# Novara Calcio 1999-2000

## Divise e sponsor
| 1ª divisa | 2ª divisa |

## Rosa
| N. |                   | Ruolo | Calciatore           |
| -- | ----------------- | ----- | -------------------- |
|    | Italia (bandiera) | A     | Stefano Andreolli    |
|    | Italia (bandiera) | C     | David Bettoni        |
|    | Italia (bandiera) | C     | Riccardo Bracaloni   |
|    | Italia (bandiera) | C     | Giancarlo Cavaliere  |
|    | Italia (bandiera) | C     | Walter Cuccu         |
|    | Italia (bandiera) | P     | Marzio Dan           |
|    | Italia (bandiera) | D     | Omar Forlani         |
|    | Italia (bandiera) | C     | Vincenzo Garofalo    |
|    | Italia (bandiera) | A     | Ferdinando Gasparini |
|    | Italia (bandiera) | D     | Giacomo Gattuso      |
|    | Italia (bandiera) | D     | Davide Giansante     |
|    | Italia (bandiera) | C     | Andrea Guernier      |
|    | Italia (bandiera) | C     | Andrea Iuliano       |
|    | Italia (bandiera) | C     | Giuseppe Liperoti    |
|    | Italia (bandiera) | A     | Fabio Lorieri        |

| N. |                   | Ruolo | Calciatore            |
| -- | ----------------- | ----- | --------------------- |
|    | Italia (bandiera) | A     | Eugenio Mastroianni   |
|    | Italia (bandiera) | C     | Giuseppe Minaudo      |
|    | Italia (bandiera) | C     | Francesco Mocarelli   |
|    | Italia (bandiera) | D     | Paolo Morganti        |
|    | Italia (bandiera) | C     | Marco Morlacchi       |
|    | Italia (bandiera) | D     | Mattia Notari         |
|    | Italia (bandiera) | A     | Luigi Petrone         |
|    | Italia (bandiera) | D     | Matteo Placida        |
|    | Italia (bandiera) | D     | Tiziano Polenghi      |
|    | Italia (bandiera) | D     | Pietro Pravatà        |
|    | Italia (bandiera) | C     | Stefano Preti         |
|    | Italia (bandiera) | P     | Luca Righi            |
|    | Italia (bandiera) | A     | Carmelo Angelo Sciuto |
|    | Italia (bandiera) | D     | Ciro Scognamiglio     |
|    | Italia (bandiera) | D     | Andrea Soncin         |